# Ґальватрон
Ґальватро́н (англ. Galvatron)  — персонаж коміксів, мультфільмів та фільмів про трансформерів. Новий лідер Десептиконів, нове тіло і нова особистість Меґатрона. Трансформується у гаубицю.

## Біографія

### «Трансформери»
Під час атаки на місто автоботів у 2005 році лідер десептиконів Меґатрон був смертельно поранений в поєдинку з лідером автоботів Оптимусом Праймом. Відступаючі десептикони взяли його з собою в Астротрейн, але по дорозі з'ясувалося, що корабель перевантажений. Старскрім, завжди мріяв повалити Меґатрона, зрозуміло, не упустив такий зручний випадок і власноруч викинув його разом з іншими серйозно постраждалими десептиконами (тих, хто в цьому, одному з ключових битв Кібертронських воєн, не отримав хоча б легкого поранення, серед них не було) у відкритий космос. Там всі вони потрапили в поле тяжіння планети Юнікрон — супергігантського зловісного трансформера, що володіє винятковим могутністю. Юнікрон запропонував Меґатрону служити йому в обмін на порятунок; той відмовився, не бажаючи підкорятися кому б то не було, проте потім перед лицем неминучої смерті змушений був змінити своє рішення. Юнікрон переформатував його, переозброїв і дав йому нове ім'я, а з решти десептиконів зробив його особисту гвардію: Циклонусус, Скурдж і Свіпів. Ґальватрон отримав наказ знайти і доставити Матрицю лідерства, що представляє для Юнікрона смертельну небезпеку.
Перше, що зробив Ґальватрон в новій якості — відправився на Кібертрон, де в цей час коронувався Старскрім. Одним точним пострілом вбив самозванця і знову зайняв місце лідера. Після цього за наказом Юнікрона повернувся на Землю, де автоботи ледь оговталися від розгрому, і змусив їх тікати в космос. На планеті Джанк він наздогнав Ультра Маґнуса і розстріляв його, заволодівши Матрицею. Замість того, щоб віддати її Юникрону, як було умовлено, Ґальватрон вирішив з допомогою Матриці підпорядкувати гіганта собі, але зазнав невдачі — не зумівши відкрити Матрицю, він був проковтнутий Юникроном. Коли всередині Юнікрона виявився молодий автобот Хот Род, Ґальватрон спершу запропонував йому об'єднатися, однак потім під впливом больового випромінювання Юнікрона змушений був вступити в бій з Хот Родом. У ході поєдинку Хот Роду вдалося відібрати у супротивника Матрицю; відкривши її, він перетворився в Родаймеса Прайма — нового могутнього лідера автоботів. Ґальватрон був переможений і викинутий в космічний простір (згодом з'ясувалося, що його занесло на віддалений планетоїд, де він застряг в лавовому озері).
Відсутність лідера призвело до поразки і повної дезорганізації десептиконів; вимушені залишити Кібертрон, вони перебралися на спустошену війною планету Чаар, де тягнули жалюгідне існування, майже позбавлені енергії. Так тривало до тих пір, поки Циклонус і Свіп не відшукали місце падіння Ґальватрона і не звільнили його. Повернувши собі владу над десептиконами, він відновив війну, організувавши кілька атак на Землю і Кібертрон. При ньому армія десептиконів поповнилася новими могутніми воїнами — предаконами, яким автоботи змогли протиставити могутній бойовий шаттл Бравого, сталевим гігантом Триптиконом, став найбільш серйозною загрозою для міста автоботів Метроплекса, новим транспортом-трехрежимником Октаном, а також террорконами. Тим не менш, домогтися вирішального переваги в протистоянні з автоботамі десептиконів так і не вдалося. І хоча Ґальватрон разом зі своїми бійцями здійснив ряд рейдів на різні планети, прагнучи підпорядкувати їх собі і захопити їх запаси енергії, його психічна неврівноваженість постійно йшла на шкоду загальній справі, заважаючи лідеру десептиконів тверезо оцінювати ситуацію. У кінцевому рахунку Ґальватрон, при всій своїй силі, виявився значно менш небезпечним супротивником для автоботів, ніж його попередник.
Під час епідемії космічної «Чуми Ненависті» Ґальватрон виявився єдиним з десептиконів, хто не заразився, і змушений був приєднатися до автоботів, щоб врятуватися від власних підлеглих та інших втратили розум колись розумних істот. Він навів автоботів (хоч і не особливо охоче) до схованки, де були заховані вкрадені десептиконами за його наказом злитки супер-сплаву, з якого можна було виготовити захисне покриття. Але потім він все-таки був інфікований Джесікою Морган, яка заразилася від випадкового дотику Циклонусу. Однак Оптімус Прайм вилікував Ґальватрона від Чуми, як і всіх інших заражених трансформерів, використавши енергію Матриці. Разом з чумою ватажок десептиконів зцілився і від свого безумства. Перш ніж піти, він на прощання в подяку знизав Прайму руку (в перший і останній раз) і сказав, що «сьогодні війни не буде». Цією подією закінчується третій сезон серіалу. У четвертому (американському) сезоні, дія якого відбувається рік потому, Ґальватрон знову напав на Кібертрон, щоб дістати ключ від камери з плазмової енергією — найпотужнішим енергетичним джерелом на планеті.

### «Transformers: The Headmasters»
У японському сезоні «Headmasters» (який представляв собою альтернативне продовження 3-го американського сезону) Ґальватрон увійшов в союз з трансформерами-Хедмастерами, яких очолював Скорпоног. Разом з ними атакував Кібертрон, щоб захопити Сигма Комп'ютер, але був зупинений Хедмастерами-автоботамі під командуванням Здорованя Максимуса і змушений був відступити. Вдруге напав на Кібертрон, щоб не дати автоботів налагодити виробництво суперметалла, який погрожував різко змінити баланс сил. У розпал атаки Кібертрон був підірваний Скорпоногом; Ґальватрон, дізнавшись про підготовлюваний вибух, хотів запобігти його, але запізнився і сам опинився в його епіцентрі, в результаті чого пропав безвісти. Десептикони вважали його загиблим, і командування перейшло до Скорпоногу. Але через деякий час Ґальватрон з'явився живим і знову взяв владу в свої рукиПісля повернення Ґальватрона традиційні вилазки десептиконів за енергією різко почастішали і стали набагато масштабніше: за порівняно короткий час було захоплено і розграбовано, за найскромнішими підрахунками, 13 планет. Автоботи довго губилися в здогадах, намагаючись пояснити причину такої бурхливої активності, поки, нарешті, їх розвідники не з'ясували, що енергія потрібна Ґальватрону для створення нового гігантського тіла, що перевершує за розмірами те, яке було у Юнікрона. Ця ідея так захопила ватажка десептиконів, що він готовий був розібрати на частини своїх власних воїнів, щоб отримати необхідні для побудови деталі. Маячні ідеї Ґальватрона відновили проти нього навіть його наближених. Загроза загибелі змусила найсильніших бійців-десептиконів — Скорпонога і Шестизарядника, раніше ворогували, укласти союз; вони домовилися між собою позбутися Ґальватрона і, поки той бився з чотирма автоботамі-Хедмастерами, втекли, залишивши його напризволяще. В результаті Ґальватрон був позбавлений енергії і похований під товщею льоду на Алясці.

### «Трансформери: Ера Звірів»
Сам Ґальватрон в цьому мультсеріалі не з'являвся, але кілька разів згадувався десептиконом Старскримом і предаконкою Блекарахнієй.

### «Трансформери: Ера Звірів II»
У вигаданому всесвіті «Звіриних Воєн» Ґальватрон намагається захопити нове джерело енергії — «Анголмуа» (англ. Angolmois). Будучи одним з найталановитіших вчених Кібертрона, він навчився одним з перших перетворюватися в «звірів». Його «машинна» форма — танк з буром; «Звіряча» форма — дракон, який може споживати будь-які форми металу і потім «випускати» їх у вигляді розпеченого потоку.

### «Трансформери: Ера Звірів Нео»
Енергія з капсули «Анголмуа» була випущена в мертвого Ґальватрона, після чого той став новим тілом для Юнікрона.

### «Трилогія Юнікрона»
В першій частині трилогії, в мультсеріалі «Армада» Ґальватрон з'являється вже в останніх серіях. Меґатрон був важко поранений у бою з Немезисом Праймом, однак його та інших учасників бою видозмінили і «підлатали» Міні-кони. Після цього він перейменував себе в Ґальватрона. Щоб здолати Юнікрона, Ґальватрон об'єднався з Оптимусом Праймом. Під час останньої битви Ґальватрона засмоктала Чорна діра, після чого він зник безвісти.
У другій частині трилогії, серіалі «Енерґон» з'ясовується, що Ґальватрон насправді не загинув, а знаходився у стазисі усередині голови Юнікрона. Після пробудження він називав себе Меґатроном, але після контакту з Супер-Енерґоном повністю змінив свій зовнішній вигляд і став набагато сильніше; тоді-то він і взяв знову ім'я Ґальватрона. Під час фінального бою вирушив до Енерґонному сонця Альфи К'ю і зник.
В заключній частині трилогії, в мультсеріалі «Кібертрон», Ґальватрон з'являється у фінальних серіях. Коли Метроплекс майже без труднощів здолав Меґатрона, його лють не знала меж — вона була настільки велика, що на неї відреагував Кіберключ Планети Гігантон, і переформатував Меґатрона у всемогутнього Ґальватрона, давши йому міць, яку досі не знало не одна істота у Всесвіті, крім богоподібного Праймуса. Однак Ґальватрон не розуміє, що існує сила, яку не здолати навіть йому: покладаючись тільки на себе і піклуючись тільки про себе, він поняття не має про силу дружби, яку мають в достатку автоботи. Він готовий вступити в сутичку навіть з власними воїнами. Під час фінального бою був важко поранений Оптимусом Праймом. В заключних титрах епізоду «Початок» було видно, що його дух бореться з духом Вектора Прайма в потойбічному вимірі.

## Біографія у фільмах
Ґальватрон став одним з антагоністів фільму «Трансформери: Епоха винищення» режисера Майкла Бея про Трансформерах. За сюжетом фільму, після того, як Оптімус Прайм вбив Меґатрона, агенти KSI знайшли його голову, і, як з'ясувалося, Меґатрон не був до кінця знищений — його свідомість функціонувало.
Виявилося, що 65 млн років тому динозаври вимерли від вибуху, влаштованого його творцями за допомогою «зерна» — зброї, яке перетворює будь-яка речовина в метал «трансформий». Меґатрон хотів з допомогою такого ж «зерна» створити ще більше «трансформия», щоб створити армію десептиконів. Отримавши таку цінну інформацію, вчені KSI навчилися створювати з «трансформия» своїх, контрольованих, роботів.
Так в KSI і для Меґатрона створили нове тіло, і дали йому ім'я «Ґальватрон». Люди створювали Ґальватрона як копію і альтер-его Оптимуса, але збій, викликаний свідомістю Меґатрона, змусив створеного робота походити на останнього. Коли люди отримали від Локдауна «зерно», Ґальватрон перестав їм підкорятися перехопив контроль над трансформерами-прототипами і перетворив у нову армію десептиконів. Після перемоги Оптимуса над Локдауном зник у невідомому напрямку, але пообіцяв Прайму що вони ще зустрінуться.
У червні 2016 року Майкл Бей виклав у мережу тизер п'ятої частини, в якому була показана фізіономія невідомого трансформера. Пізніше Бей заявив, що це оновлене обличчя Меґатрона, який замінить Ґальватрона головним антагоністом фільму.

## Характер
Отримавши від Юнікрона небувалу могутність, за характером Ґальватрон стає навіть ще більш владним, нетерпимим і зарозумілим, ніж у бутність Меґатроном. Він прагне підпорядкувати своїй волі все і всіх, нікого не вважає гідним суперником. Як не дивно, але саме надмірна сила робить Ґальватрона у багатьох випадках більш слабким і вразливим, ніж він був раніше, оскільки він схильний недооцінювати супротивників і легше піддається на обман. Що ще гірше, тривале перебування в лаві призвело до серйозних порушень в його психіці, результатом чого є спалаху неприборканого гніву, під час яких погано доводиться навіть його власним бійцям. З цієї причини змістити його з поста лідера мріє значно більше число десептиконів, ніж в той час, коли він був Меґатроном, але охочих ризикнути серед них стало ще менше (хоча і раніше було небагато). Рішучіше всього діє проти Ґальватрона небіжчик Старскрім, якому все одно вже нічого втрачати — спочатку він заманює свого ворога в засідку, з якої той насилу вдається вибратися живим, а потім викрадає у нього з-під самого носа Триптикона. Проте в кінцевому підсумку Ґальватрон все ж бере верх. Квінтесони ненавидять Ґальватрона, вважаючи його «самим небезпечним і непередбачуваним» з трансформерів, і неодноразово робить спроби усунути його або, принаймні, зробити «недієздатним»: саме вони подають Циклонусу думка відвезти Ґальватрона для лікування до психіатрів планети Торкулон, заздалегідь знаючи, що результатом лікування буде повний розпад особистості Ґальватрона і перетворення його в просту машину. На щастя для Ґальватрона, його величезна сила в цей раз пішла йому на користь, дозволивши уникнути такої сумної долі.

## Технічні дані
Сила Ґальватрона перевершує силу Меґатрона — пострілом зі своєї лазерної гармати він може зруйнувати практично будь-трансформера, що і демонструє чи не відразу після своєї появи на прикладі Старскріма. В режимі робота озброєний лазером, який хімічним способом виробляє прямий електричний струм.У «Енерґоні» перетворюється в кібертронський зореліт. В режимі робота озброєний двома гарматами на крилах і двома ракетами на руках. За допомогою супер-енерґона Ґальватрон виріс до розмірів Юнікрона, і при цьому його швидкість і сила багаторазово збільшилися.
У «Кібертроні» трансформується в кібертронський винищувач і футуристичний автомобіль. В обох режимах став набагато швидше, ніж його попередник (швидкість збільшується при використанні Кіберключа десептиконів). Броня Юнікрона, яку він носить, дає йому здатність до прискореної регенерації. Здатний стріляти з руки зарядами блискавок. Має два різних Кіберключа десептиконів в режимі робота — один змушує частина юникроновой броні на його «лопатці» відскочити і прикріпитися до його руці, перетворюючись в колюча знаряддя ближнього бою. Другий дозволяє йому витягти з-під другий «лопатки» пістолет-кулемет, достатньо потужний, щоб у перше своє використання ледь не прикінчити трьох автоботів. Як Ґальватрона всі його сили багаторазово збільшуються, він також знаходить нову здатність до телепортації, і отримує нові бойові знаряддя: темний енергетичний меч і дві дуже потужні утворені з двох частин гармати (в режимі автомобіля дві ці складові частини утворюють бампер, а в режимі винищувача — крила).
У «Праймі» озброєний двома гарматами, двома гаками, молотом, списом-бомбою і дрилем — вся зброя генерується з Темного Енерґона. Трансформується в покращений кібертронський зореліт Меґатрона, оснащений потужними лазерними гарматами і сверхсветових космічним двигуном.
В «Епосі винищення» Ґальватрон трансформується у вантажівки Freightliner Argosy 2014. Озброєний потужної плазмовою гарматою з вбудованою ракетною установкою. Крім того, завдяки «трансформію», з якого він зроблений, Ґальватрон може розібрати себе по частинах і зібрати знову, що дозволяє йому відновлюватися після ушкоджень. За офіційною шкалою його якості оцінюються наступним чином: інтелект, сила, майстерність, витривалість і вогнева могутність, хоробрість — 10, швидкість — 7, спритність — 8.

## Відеоігри
Ґальватрон командував десептиконами на Кібертроні і тримав у полоні Родаймеса і Хайброу, але був переможений силами автоботів.
Безліч клонів Ґальватрона разом з іншими десептиконами штурмувало склад LG, однак захищали місцевість автоботи знищили більшість з них. Кожен Ґальватрон володіє двома Іскрами.

## Цікаві факти
- В знаряддя, схоже на те, у що перетворюється Ґальватрон, у грі «Transformers: Fall of Cybertron» трансформується десептикон Броул, щоб зруйнувати опори мосту.
- У мультсеріалі «KRE-O Transformers» Ґальватрон не є новим тілом для Меґатрона, він — один із його поплічників.

## Поява в серіях
Transformers: The Movie
Transformers G1
Transformers: The Headmasters
- 1. Четверо небесних воїнів / Four Warriors Come Out of the Sky
- 2. Історія планети Майстер / The Mystery of Planet Master
- 3. Народження нового лідера / Birth of Double Convoy!
- 4. Вирішальна битва касетних роботів / Operation: Cassette
- 5. Повстання на планеті Бісто / Rebellion on Planet Beast
- 6. Зловісний метеорит / Approach of the Demon Meteorite
- 7. 4 мільйони років під покровом таємниці / The Four-Million-Year-Old Veil of Mystery
- 8. Тінь зла / Terror of the Six Shadows
- 9. Криза на Кібертроні (частина 1) / Seibertron Is In Grave Danger (Part 1)
- 10. Криза на Кібертроні (частина 2) / Seibertron Is In Grave Danger (Part 2)
- 11. Король темряви Скорпоноґ / Scorponok, the Shadow Emperor
- 16. Непереможний Ґальватрон / The Return of the Immortal Emperor
- 17. Сигнал лиха з зниклої планети / SOS from Planet Sandra
- 18. Денні — маленький герой / The Most Important Thing in the World
- 19. Війна на планеті Вулик / Battle to the Death on the Beehive Planet
- 20. Напад на Подвійну планету / Tide-turning Battle on the Planet False
- 21. Вразливе місце Скорпоноґа / Find Megazarak's Weak Spot
- 22. Дружба чотирьох трансформерів / Head Formation of Friendship
- 23. Загадка піратського корабля / Mystery of the Space Pirate Ship
- 24. Смерть Маґнуса / The Death of Ultra Magnus
- 25. Битва на крижаній горі / The Emperor of Destruction Vanishes on an Iceberg

Transformers: Beast Wars
- 21. Захоплення / Possession[13]

Transformers: Beast Wars II
Transformers: Beast Wars II — The Movie